# Engelsmansjön
Engelsmansjön är en sjö i Härjedalens kommun i Härjedalen och ingår i Ljusnans huvudavrinningsområde. Sjön har en area på 0,0622 kvadratkilometer och ligger 771,9 meter över havet. Sjön avvattnas av vattendraget Anån.

## Delavrinningsområde
Engelsmansjön ingår i det delavrinningsområde (695013-134611) som SMHI kallar för Utloppet av Anåsjöarna. Medelhöjden är 893 meter över havet och ytan är 16,77 kvadratkilometer. Räknas de 4 avrinningsområdena uppströms in blir den ackumulerade arean 55,63 kvadratkilometer. Anån som avvattnar avrinningsområdet har biflödesordning 3, vilket innebär att vattnet flödar genom totalt 3 vattendrag innan det når havet efter 375 kilometer. Avrinningsområdet består mestadels av skog (55 procent) och kalfjäll (43 procent). Avrinningsområdet har 0,34 kvadratkilometer vattenytor vilket ger det en sjöprocent på 2 procent.